# A Ver-o-Mar
A Ver-o-Mar (auch Aver-o-Mar) ist eine Ortschaft und ehemalige Gemeinde im Norden Portugals. Insbesondere im Ortsteil Agro-Velho bildet A Ver-o-Mar heute eine Agglomeration mit der Kreisstadt Póvoa de Varzim.

## Geschichte
Erstmals erwähnt wurde der Ort als Abonemar in einem Dokument aus dem Jahr 1099. Aver-o-Mar gehörte zur Gemeinde Amorim. Erst mit dem Anwachsen der Bevölkerung im 19. Jahrhundert erwachte langsam der Wunsch, eigenständig zu werden. Am 10. August 1922 wurde A Ver-o-Mar eine eigene Gemeinde.
2003 wurde der Ort zur Kleinstadt (Vila) erhoben.
Mit der kommunalen Neuordnung 2013 wurden die Gemeinden Aver-o-Mar, Amorim und Terroso aufgelöst und zur neuen Gemeinde Aver-o-Mar, Amorim e Terroso zusammengeschlossen.

## Verwaltung
A Ver-o-Mar war eine Gemeinde (Freguesia) im Kreis (Concelho) von Póvoa de Varzim, im Distrikt Porto. Die Gemeinde hatte eine Fläche von 5,15 km² und 1679 Einwohner (Stand 30. Juni 2011).
Folgende Ortsteile und Ortschaften liegen im Gebiet der ehemaligen Gemeinde:
| - Agro-Velho (teilweise zu Póvoa de Varzim, Beiriz e Argivai) - Aldeia Nova - Boucinha - Caramuja - Fontes Novas - Fragosa - Mourincheira - Paço - Paranho | - Paranho de Areia - Palmeiro - Perlinha - Finisterra - Paralheira - Refojos - Sencadas - Santo André - Sesins |

Mit der Gebietsreform in Portugal am 29. September 2013 wurden die Gemeinden A Ver-o-Mar, Amorim und Terroso zur neuen Gemeinde União das Freguesias de Aver-o-Mar, Amorim e Terroso zusammengeschlossen. A Ver-o-Mar wurde Sitz der neuen Gemeinde.

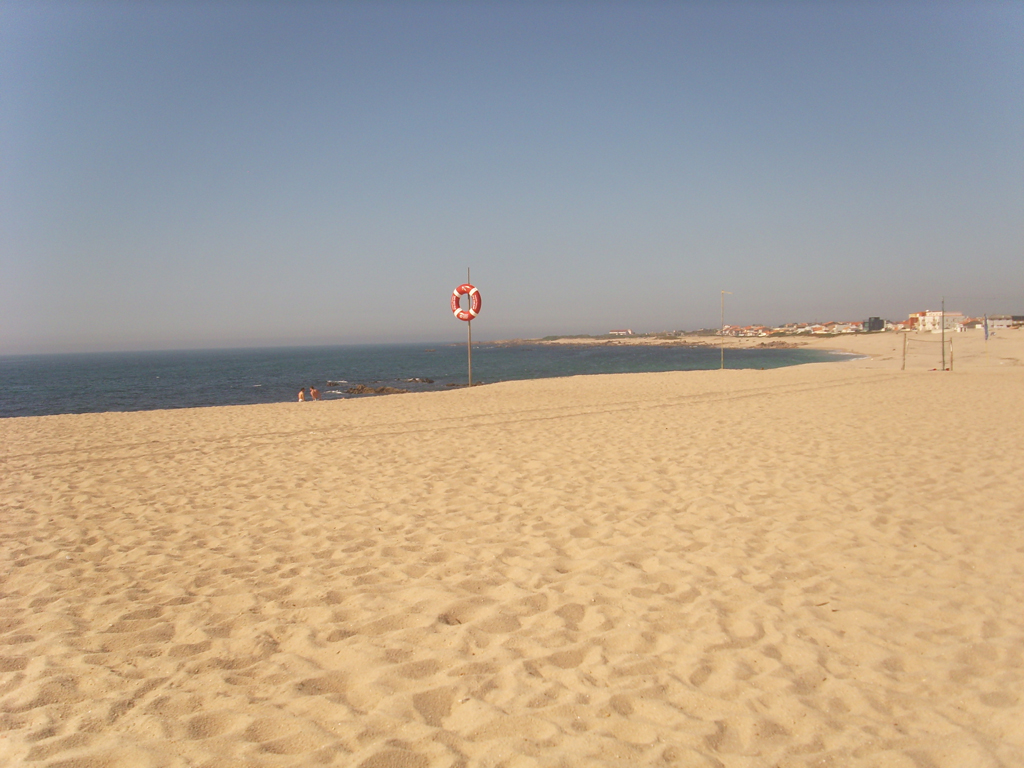
Der Strand Praia da Fragosa

## Strände
- Praia da Fragosa
- Praia do Esteiro
- Praia de Coim